# جنوب بهشت
«جنوب بهشت» (به انگلیسی: South of Heaven) آلبومی از گروه موسیقی ترش متال اسلیر است که در ۵ ژوئیه ۱۹۸۸ منتشر شد.